# Tetrastichus capitatus
Tetrastichus capitatus är en stekelart som först beskrevs av Julius Theodor Christian Ratzeburg 1852.  Tetrastichus capitatus ingår i släktet Tetrastichus och familjen finglanssteklar. Inga underarter finns listade i Catalogue of Life.